# Corrobert
Corrobert ist eine französische Gemeinde mit 208 Einwohnern (Stand: 1. Januar 2022) im Département Marne in der Region Grand Est. Sie gehört zum Kanton Sézanne-Brie et Champagne und zum Arrondissement Épernay. 

## Lage
Die Gemeinde Corrobert liegt an der oberen Dhuis an der Grenze zum Département Aisne.
Nachbargemeinden sind:
| Pargny-la-Dhuys        | Verdon                                      |                        |
| Dhuys et Morin-en-Brie | Kompassrose, die auf Nachbargemeinden zeigt | Margny                 |
|                        | Montmirail                                  | Janvilliers, Vauchamps |

## Bevölkerungsentwicklung

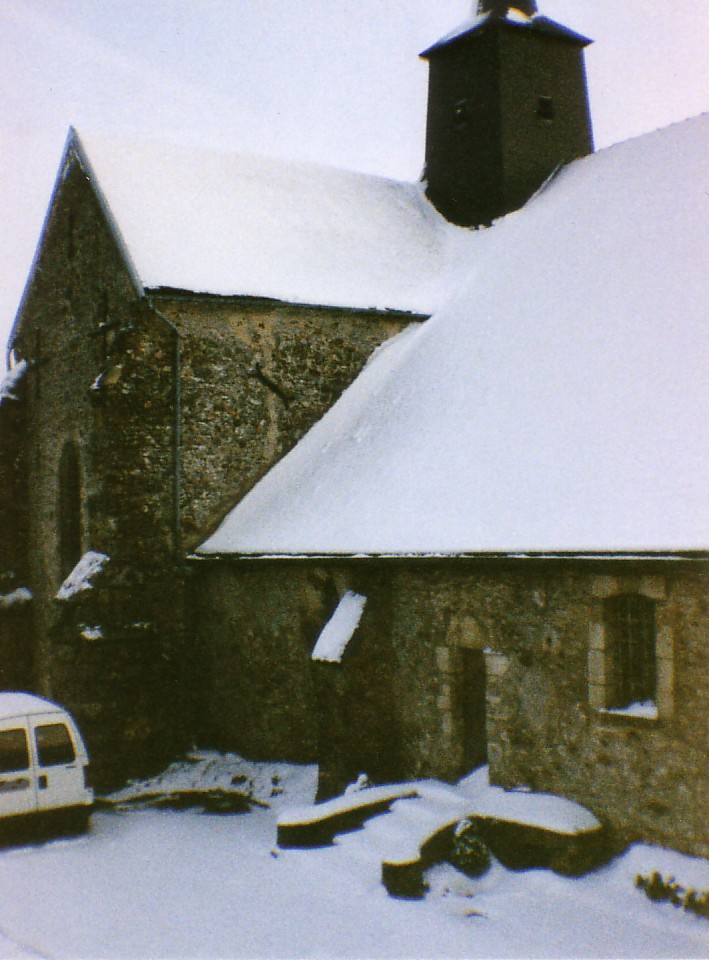
Kirche Saint-Barthélemy

| Jahr                       | 1962 | 1968 | 1975 | 1982 | 1990 | 1999 | 2008 | 2018 |
| -------------------------- | ---- | ---- | ---- | ---- | ---- | ---- | ---- | ---- |
| Einwohner                  | 173  | 191  | 140  | 147  | 135  | 162  | 175  | 206  |
| Quellen: Cassini und INSEE |      |      |      |      |      |      |      |      |